# Pinacosterna marginalis
Pinacosterna marginalis är en skalbaggsart som beskrevs av Stefan von Breuning 1935. Pinacosterna marginalis ingår i släktet Pinacosterna och familjen långhorningar.
Artens utbredningsområde är Angola. Inga underarter finns listade i Catalogue of Life.